# Palmarès du tournoi des Six Nations
Cet article concerne le tournoi masculin. Pour le tournoi féminin, voir Palmarès du Tournoi des Six Nations féminin.
Cet article reprend le palmarès complet du Tournoi des Six Nations et liste les Grands Chelems et les Triples couronnes depuis les débuts de la compétition en 1882.
À partir de 1993, un nouveau règlement prévoit un premier critère de départage avec la différence de points marqués et encaissés pour classer les équipes ayant le même nombre de points au classement (une victoire donnant deux points, un nul un et une défaite zéro) puis un second critère avec le nombre d’essais marqués si l’égalité persiste. Depuis la mise en place de ce nouveau règlement, un trophée est décerné au vainqueur unique (le premier critère de départage a toujours suffi à départager les équipes à égalité, que cela soit en tête du classement ou non).
Le comité des Six Nations a décidé à partir de 2017 de l’application de bonus comme dans la plupart des compétitions. Une victoire donne maintenant quatre points, un nul deux et une défaite zéro mais un bonus est obtenu sous certaines conditions. Un point de bonus dit offensif est décerné à une équipe qui marque quatre essais ou plus, un point de bonus défensif est accordé à l'équipe vaincue si elle perd par un écart égal ou inférieur à sept points. Pour mathématiquement éviter une défaite possible dans le Tournoi d’une équipe réalisant un Grand Chelem, celui-ci donne un bonus de trois points supplémentaires. Dans ce système, il est possible de perdre un match de moins de huit points tout en marquant quatre essais : dans ce cas, l'équipe obtient les deux points de bonus.

## Palmarès
Le palmarès est ventilé selon le format de l'épreuve : tournoi initial des quatre nations britanniques des origines à 1909 et de 1931 à 1939 ; tournoi étendu à la France de 1910 à 1931 et de 1947 à 1999 ; enfin format actuel à six participants avec l'admission de l'Italie depuis 2000.
Légende :
- (GC) : Grand Chelem (tous les matchs gagnés)
- (PC) : Petit Chelem (tous les matchs gagnés sauf un nul)
- (TC) : Triple couronne (tous les matchs gagnés entre les quatre nations britanniques)
- (CB) : cuillère de bois avec Whitewash (tous les matchs perdus).

### Tournoi britannique
| Édition   | Vainqueur                                                                      | 2e                                                                             | 3e                                                                             | 4e                                                                             |
| --------- | ------------------------------------------------------------------------------ | ------------------------------------------------------------------------------ | ------------------------------------------------------------------------------ | ------------------------------------------------------------------------------ |
| 1882-1883 | Angleterre (TC)                                                                | Écosse                                                                         | Galles et Irlande                                                              | Galles et Irlande                                                              |
| 1884      | Angleterre (TC)                                                                | Écosse                                                                         | Galles                                                                         | Irlande (CB)                                                                   |
| 1885      | Tournoi inachevé (Écosse et Angleterre pouvant encore l’emporter)              | Tournoi inachevé (Écosse et Angleterre pouvant encore l’emporter)              | Tournoi inachevé (Écosse et Angleterre pouvant encore l’emporter)              | Tournoi inachevé (Écosse et Angleterre pouvant encore l’emporter)              |
| 1886      | Écosse et Angleterre                                                           | Écosse et Angleterre                                                           | Galles (CB) et Irlande (CB)                                                    | Galles (CB) et Irlande (CB)                                                    |
| 1887      | Écosse                                                                         | Galles                                                                         | Irlande                                                                        | Angleterre                                                                     |
| 1888      | Tournoi inachevé (boycott de l’Angleterre par les autres équipes)              | Tournoi inachevé (boycott de l’Angleterre par les autres équipes)              | Tournoi inachevé (boycott de l’Angleterre par les autres équipes)              | Tournoi inachevé (boycott de l’Angleterre par les autres équipes)              |
| 1889      | Tournoi inachevé (boycott de l’Angleterre par les autres équipes)              | Tournoi inachevé (boycott de l’Angleterre par les autres équipes)              | Tournoi inachevé (boycott de l’Angleterre par les autres équipes)              | Tournoi inachevé (boycott de l’Angleterre par les autres équipes)              |
| 1890      | Angleterre et Écosse                                                           | Angleterre et Écosse                                                           | Galles                                                                         | Irlande                                                                        |
| 1891      | Écosse (TC)                                                                    | Angleterre                                                                     | Galles                                                                         | Irlande (CB)                                                                   |
| 1892      | Angleterre (TC)                                                                | Écosse                                                                         | Irlande                                                                        | Galles (CB)                                                                    |
| 1893      | Pays de Galles (TC)                                                            | Écosse                                                                         | Angleterre                                                                     | Irlande                                                                        |
| 1894      | Irlande (TC)                                                                   | Angleterre, Écosse et Galles                                                   | Angleterre, Écosse et Galles                                                   | Angleterre, Écosse et Galles                                                   |
| 1895      | Écosse (TC)                                                                    | Angleterre                                                                     | Galles                                                                         | Irlande (CB)                                                                   |
| 1896      | Irlande                                                                        | Écosse                                                                         | Angleterre et Galles                                                           | Angleterre et Galles                                                           |
| 1897      | Tournoi inachevé (pays de Galles, Irlande et Écosse pouvant encore l’emporter) | Tournoi inachevé (pays de Galles, Irlande et Écosse pouvant encore l’emporter) | Tournoi inachevé (pays de Galles, Irlande et Écosse pouvant encore l’emporter) | Tournoi inachevé (pays de Galles, Irlande et Écosse pouvant encore l’emporter) |
| 1898      | Tournoi inachevé (Écosse et pays de Galles pouvant encore l’emporter)          | Tournoi inachevé (Écosse et pays de Galles pouvant encore l’emporter)          | Tournoi inachevé (Écosse et pays de Galles pouvant encore l’emporter)          | Tournoi inachevé (Écosse et pays de Galles pouvant encore l’emporter)          |
| 1899      | Irlande (TC)                                                                   | Écosse                                                                         | Galles                                                                         | Angleterre (CB)                                                                |
| 1900      | Pays de Galles (TC)                                                            | Angleterre                                                                     | Écosse                                                                         | Irlande                                                                        |
| 1901      | Écosse (TC)                                                                    | Galles                                                                         | Irlande                                                                        | Angleterre (CB)                                                                |
| 1902      | Pays de Galles (TC)                                                            | Angleterre                                                                     | Irlande                                                                        | Écosse (CB)                                                                    |
| 1903      | Écosse (TC)                                                                    | Galles                                                                         | Irlande                                                                        | Angleterre (CB)                                                                |
| 1904      | Écosse                                                                         | Galles et Angleterre                                                           | Galles et Angleterre                                                           | Irlande                                                                        |
| 1905      | Pays de Galles (TC)                                                            | Irlande                                                                        | Écosse                                                                         | Angleterre (CB)                                                                |
| 1906      | Pays de Galles et Irlande                                                      | Pays de Galles et Irlande                                                      | Écosse                                                                         | Angleterre                                                                     |
| 1907      | Écosse (TC)                                                                    | Galles                                                                         | Irlande                                                                        | Angleterre (CB)                                                                |
| 1908      | Pays de Galles (GC, TC)                                                        | Écosse, Angleterre et Irlande                                                  | Écosse, Angleterre et Irlande                                                  | Écosse, Angleterre et Irlande                                                  |
| 1909      | Pays de Galles (GC, TC)                                                        | Écosse                                                                         | Angleterre                                                                     | Irlande (CB)                                                                   |

### Tournoi des Cinq Nations
| Édition                                               | Vainqueur                            | 2e                                   | 3e                                   | 4e                         | 5e                         |
| ----------------------------------------------------- | ------------------------------------ | ------------------------------------ | ------------------------------------ | -------------------------- | -------------------------- |
| 1910                                                  | Angleterre (PC)                      | Galles                               | Écosse                               | Irlande                    | France (CB)                |
| 1911                                                  | Pays de Galles (GC, TC)              | Irlande                              | Angleterre                           | France                     | Écosse (CB)                |
| 1912                                                  | Angleterre et Irlande                | Angleterre et Irlande                | Écosse et Galles                     | Écosse et Galles           | France (CB)                |
| 1913                                                  | Angleterre (GC, TC)                  | Galles                               | Écosse                               | Irlande                    | France (CB)                |
| 1914                                                  | Angleterre (GC, TC)                  | Galles                               | Irlande                              | Écosse (CB) et France (CB) | Écosse (CB) et France (CB) |
| 1915-1919 : pas de Tournoi (Première Guerre mondiale) |                                      |                                      |                                      |                            |                            |
| 1920                                                  | Pays de Galles, Écosse et Angleterre | Pays de Galles, Écosse et Angleterre | Pays de Galles, Écosse et Angleterre | France                     | Irlande (CB)               |
| 1921                                                  | Angleterre (GC, TC)                  | France et Galles                     | France et Galles                     | Écosse et Irlande          | Écosse et Irlande          |
| 1922                                                  | Pays de Galles (PC)                  | Angleterre                           | Écosse                               | Irlande et France          | Irlande et France          |
| 1923                                                  | Angleterre (GC, TC)                  | Écosse                               | Galles, France et Irlande            | Galles, France et Irlande  | Galles, France et Irlande  |
| 1924                                                  | Angleterre (GC, TC)                  | Écosse et Irlande                    | Écosse et Irlande                    | France et Galles           | France et Galles           |
| 1925                                                  | Écosse (GC, TC)                      | Irlande et Angleterre                | Irlande et Angleterre                | Galles                     | France (CB)                |
| 1926                                                  | Écosse et Irlande                    | Écosse et Irlande                    | Galles                               | Angleterre                 | France (CB)                |
| 1927                                                  | Écosse et Irlande                    | Écosse et Irlande                    | Angleterre                           | Galles et France           | Galles et France           |
| 1928                                                  | Angleterre (GC, TC)                  | Irlande                              | Galles, Écosse et France             | Galles, Écosse et France   | Galles, Écosse et France   |
| 1929                                                  | Écosse                               | Galles et Irlande                    | Galles et Irlande                    | Angleterre                 | France (CB)                |
| 1930                                                  | Angleterre                           | Galles, Irlande et France            | Galles, Irlande et France            | Galles, Irlande et France  | Écosse                     |
| 1931                                                  | Pays de Galles (PC)                  | Écosse, Irlande et France            | Écosse, Irlande et France            | Écosse, Irlande et France  | Angleterre                 |

### Exclusion de la France
| Édition | Vainqueur                             | 2e                                    | 3e                                    | 4e                            |
| ------- | ------------------------------------- | ------------------------------------- | ------------------------------------- | ----------------------------- |
| 1932    | Irlande, Pays de Galles et Angleterre | Irlande, Pays de Galles et Angleterre | Irlande, Pays de Galles et Angleterre | Écosse (CB)                   |
| 1933    | Écosse (TC)                           | Angleterre, Irlande et Galles         | Angleterre, Irlande et Galles         | Angleterre, Irlande et Galles |
| 1934    | Angleterre (TC)                       | Galles                                | Écosse                                | Irlande (CB)                  |
| 1935    | Irlande                               | Angleterre et Galles                  | Angleterre et Galles                  | Écosse                        |
| 1936    | Pays de Galles                        | Irlande                               | Angleterre                            | Écosse (CB)                   |
| 1937    | Angleterre (TC)                       | Irlande                               | Écosse                                | Galles (CB)                   |
| 1938    | Écosse (TC)                           | Galles                                | Angleterre                            | Irlande (CB)                  |
| 1939    | Pays de Galles, Irlande et Angleterre | Pays de Galles, Irlande et Angleterre | Pays de Galles, Irlande et Angleterre | Écosse (CB)                   |

### Tournoi des Cinq Nations
| Édition | Vainqueur                                                                                              | 2e | 3e | 4e | 5e |
| --- | --- | --- | --- | --- | --- |
| 1940-1946 : pas de Tournoi (Seconde Guerre mondiale)                                                                                                  | | | | | |
| 1947 | Angleterre et Pays de Galles                                                                           | Angleterre et Pays de Galles                                                                           | France et Irlande                                                                                      | France et Irlande                                                                                      | Écosse (CB)                                                                                            |
| 1948 | Irlande (GC, TC)                                                                                       | Écosse et France                                                                                       | Écosse et France                                                                                       | Galles                                                                                                 | Angleterre                                                                                             |
| 1949 | Irlande (TC)                                                                                           | Angleterre, France et Écosse                                                                           | Angleterre, France et Écosse                                                                           | Angleterre, France et Écosse                                                                           | Galles                                                                                                 |
| 1950 | Pays de Galles (GC, TC)                                                                                | Écosse                                                                                                 | Irlande et France                                                                                      | Irlande et France                                                                                      | Angleterre                                                                                             |
| 1951 | Irlande (PC)                                                                                           | France                                                                                                 | Galles                                                                                                 | Écosse et Angleterre                                                                                   | Écosse et Angleterre                                                                                   |
| 1952 | Pays de Galles (GC, TC)                                                                                | Angleterre                                                                                             | Irlande                                                                                                | France                                                                                                 | Écosse (CB)                                                                                            |
| 1953 | Angleterre (PC)                                                                                        | Galles                                                                                                 | Irlande                                                                                                | France                                                                                                 | Écosse (CB)                                                                                            |
| 1954 | Pays de Galles, Angleterre (TC) et France                                                              | Pays de Galles, Angleterre (TC) et France                                                              | Pays de Galles, Angleterre (TC) et France                                                              | Irlande                                                                                                | Écosse (CB)                                                                                            |
| 1955 | Pays de Galles et France                                                                               | Pays de Galles et France                                                                               | Écosse                                                                                                 | Angleterre                                                                                             | Irlande                                                                                                |
| 1956 | Pays de Galles                                                                                         | Angleterre, France et Irlande                                                                          | Angleterre, France et Irlande                                                                          | Angleterre, France et Irlande                                                                          | Écosse                                                                                                 |
| 1957 | Angleterre (GC, TC)                                                                                    | Galles, Irlande et Écosse                                                                              | Galles, Irlande et Écosse                                                                              | Galles, Irlande et Écosse                                                                              | France (CB)                                                                                            |
| 1958 | Angleterre                                                                                             | Galles                                                                                                 | France                                                                                                 | Écosse                                                                                                 | Irlande                                                                                                |
| 1959 | France                                                                                                 | Irlande, Galles et Angleterre                                                                          | Irlande, Galles et Angleterre                                                                          | Irlande, Galles et Angleterre                                                                          | Écosse                                                                                                 |
| 1960 | France (PC) et Angleterre (PC, TC)                                                                     | France (PC) et Angleterre (PC, TC)                                                                     | Galles                                                                                                 | Écosse                                                                                                 | Irlande (CB)                                                                                           |
| 1961 | France (PC)                                                                                            | Galles et Écosse                                                                                       | Galles et Écosse                                                                                       | Angleterre                                                                                             | Irlande                                                                                                |
| 1962 | France                                                                                                 | Écosse                                                                                                 | Angleterre et Galles                                                                                   | Angleterre et Galles                                                                                   | Irlande                                                                                                |
| 1963 | Angleterre (PC)                                                                                        | France et Écosse                                                                                       | France et Écosse                                                                                       | Irlande                                                                                                | Galles                                                                                                 |
| 1964 | Pays de Galles et Écosse                                                                               | Pays de Galles et Écosse                                                                               | France et Angleterre                                                                                   | France et Angleterre                                                                                   | Irlande                                                                                                |
| 1965 | Pays de Galles (TC)                                                                                    | France et Irlande                                                                                      | France et Irlande                                                                                      | Angleterre                                                                                             | Écosse                                                                                                 |
| 1966 | Pays de Galles                                                                                         | France et Écosse                                                                                       | France et Écosse                                                                                       | Irlande                                                                                                | Angleterre                                                                                             |
| 1967 | France                                                                                                 | Angleterre, Irlande et Écosse                                                                          | Angleterre, Irlande et Écosse                                                                          | Angleterre, Irlande et Écosse                                                                          | Galles                                                                                                 |
| 1968 | France (GC)                                                                                            | Irlande                                                                                                | Angleterre                                                                                             | Galles                                                                                                 | Écosse (CB)                                                                                            |
| 1969 | Pays de Galles (PC, TC)                                                                                | Irlande                                                                                                | Angleterre                                                                                             | Écosse                                                                                                 | France                                                                                                 |
| 1970 | France et Pays de Galles                                                                               | France et Pays de Galles                                                                               | Irlande                                                                                                | Écosse et Angleterre                                                                                   | Écosse et Angleterre                                                                                   |
| 1971 | Pays de Galles (GC, TC)                                                                                | France                                                                                                 | Irlande et Angleterre                                                                                  | Irlande et Angleterre                                                                                  | Écosse                                                                                                 |
| 1972 | Tournoi inachevé (pays de Galles, Irlande et Écosse pouvant encore l’emporter)                         | Tournoi inachevé (pays de Galles, Irlande et Écosse pouvant encore l’emporter)                         | Tournoi inachevé (pays de Galles, Irlande et Écosse pouvant encore l’emporter)                         | France                                                                                                 | Angleterre (CB)                                                                                        |
| 1973 | Égalité entre les cinq équipes (Toutes les équipes sont réputées avoir gagné cette édition du Tournoi) | Égalité entre les cinq équipes (Toutes les équipes sont réputées avoir gagné cette édition du Tournoi) | Égalité entre les cinq équipes (Toutes les équipes sont réputées avoir gagné cette édition du Tournoi) | Égalité entre les cinq équipes (Toutes les équipes sont réputées avoir gagné cette édition du Tournoi) | Égalité entre les cinq équipes (Toutes les équipes sont réputées avoir gagné cette édition du Tournoi) |
| 1974 | Irlande                                                                                                | Écosse, Galles et France                                                                               | Écosse, Galles et France                                                                               | Écosse, Galles et France                                                                               | Angleterre                                                                                             |
| 1975 | Pays de Galles                                                                                         | Écosse, Irlande et France                                                                              | Écosse, Irlande et France                                                                              | Écosse, Irlande et France                                                                              | Angleterre                                                                                             |
| 1976 | Pays de Galles (GC, TC)                                                                                | France                                                                                                 | Écosse                                                                                                 | Irlande                                                                                                | Angleterre (CB)                                                                                        |
| 1977 | France (GC)                                                                                            | Galles (TC)                                                                                            | Angleterre                                                                                             | Écosse                                                                                                 | Irlande (CB)                                                                                           |
| 1978 | Pays de Galles (GC, TC)                                                                                | France                                                                                                 | Angleterre                                                                                             | Irlande                                                                                                | Écosse (CB)                                                                                            |
| 1979 | Pays de Galles (TC)                                                                                    | France                                                                                                 | Irlande                                                                                                | Angleterre                                                                                             | Écosse                                                                                                 |
| 1980 | Angleterre (GC, TC)                                                                                    | Irlande et Galles                                                                                      | Irlande et Galles                                                                                      | France et Écosse                                                                                       | France et Écosse                                                                                       |
| 1981 | France (GC)                                                                                            | Angleterre, Écosse et Galles                                                                           | Angleterre, Écosse et Galles                                                                           | Angleterre, Écosse et Galles                                                                           | Irlande (CB)                                                                                           |
| 1982 | Irlande (TC)                                                                                           | Angleterre et Écosse                                                                                   | Angleterre et Écosse                                                                                   | France et Galles                                                                                       | France et Galles                                                                                       |
| 1983 | France et Irlande                                                                                      | France et Irlande                                                                                      | Galles                                                                                                 | Écosse                                                                                                 | Angleterre                                                                                             |
| 1984 | Écosse (GC, TC)                                                                                        | France                                                                                                 | Galles                                                                                                 | Angleterre                                                                                             | Irlande (CB)                                                                                           |
| 1985 | Irlande (PC, TC)                                                                                       | France                                                                                                 | Galles                                                                                                 | Angleterre                                                                                             | Écosse (CB)                                                                                            |
| 1986 | France et Écosse                                                                                       | France et Écosse                                                                                       | Galles et Angleterre                                                                                   | Galles et Angleterre                                                                                   | Irlande (CB)                                                                                           |
| 1987 | France (GC)                                                                                            | Irlande et Écosse                                                                                      | Irlande et Écosse                                                                                      | Galles et Angleterre                                                                                   | Galles et Angleterre                                                                                   |
| 1988 | Pays de Galles (TC) et France                                                                          | Pays de Galles (TC) et France                                                                          | Angleterre et Écosse                                                                                   | Angleterre et Écosse                                                                                   | Irlande                                                                                                |
| 1989 | France                                                                                                 | Angleterre et Écosse                                                                                   | Angleterre et Écosse                                                                                   | Irlande et Galles                                                                                      | Irlande et Galles                                                                                      |
| 1990 | Écosse (GC, TC)                                                                                        | Angleterre                                                                                             | France                                                                                                 | Irlande                                                                                                | Galles (CB)                                                                                            |
| 1991 | Angleterre (GC, TC)                                                                                    | France                                                                                                 | Écosse                                                                                                 | Irlande et Galles                                                                                      | Irlande et Galles                                                                                      |
| 1992 | Angleterre (GC, TC)                                                                                    | France, Écosse et Galles                                                                               | France, Écosse et Galles                                                                               | France, Écosse et Galles                                                                               | Irlande (CB)                                                                                           |
| Institution des critères de départage des équipes à égalité de points de classement. Première remise d’un trophée pour le vainqueur désormais unique. | | | | | |
| 1993 | France                                                                                                 | Écosse                                                                                                 | Angleterre                                                                                             | Irlande                                                                                                | Galles                                                                                                 |
| 1994 | Pays de Galles                                                                                         | Angleterre                                                                                             | France                                                                                                 | Irlande                                                                                                | Écosse                                                                                                 |
| 1995 | Angleterre (GC, TC)                                                                                    | Écosse                                                                                                 | France                                                                                                 | Irlande                                                                                                | Galles (CB)                                                                                            |
| 1996 | Angleterre (TC)                                                                                        | Écosse                                                                                                 | France                                                                                                 | Galles                                                                                                 | Irlande                                                                                                |
| 1997 | France (GC)                                                                                            | Angleterre (TC)                                                                                        | Galles                                                                                                 | Écosse                                                                                                 | Irlande                                                                                                |
| 1998 | France (GC)                                                                                            | Angleterre (TC)                                                                                        | Galles                                                                                                 | Écosse                                                                                                 | Irlande (CB)                                                                                           |
| 1999 | Écosse                                                                                                 | Angleterre                                                                                             | Galles                                                                                                 | Irlande                                                                                                | France                                                                                                 |

### Tournoi des Six Nations
| Édition                                                          | Vainqueur               | 2e              | 3e           | 4e         | 5e         | 6e          |
| ---------------------------------------------------------------- | ----------------------- | --------------- | ------------ | ---------- | ---------- | ----------- |
| 2000                                                             | Angleterre              | France          | Irlande      | Galles     | Écosse     | Italie      |
| 2001                                                             | Angleterre              | Irlande         | Écosse       | Galles     | France     | Italie (CB) |
| 2002                                                             | France (GC)             | Angleterre (TC) | Irlande      | Écosse     | Galles     | Italie (CB) |
| 2003                                                             | Angleterre (GC, TC)     | Irlande         | France       | Écosse     | Italie     | Galles (CB) |
| 2004                                                             | France (GC)             | Irlande (TC)    | Angleterre   | Galles     | Italie     | Écosse (CB) |
| 2005                                                             | Pays de Galles (GC, TC) | France          | Irlande      | Angleterre | Écosse     | Italie (CB) |
| 2006                                                             | France                  | Irlande (TC)    | Écosse       | Angleterre | Galles     | Italie      |
| 2007                                                             | France                  | Irlande (TC)    | Angleterre   | Italie     | Galles     | Écosse      |
| 2008                                                             | Pays de Galles (GC, TC) | Angleterre      | France       | Irlande    | Écosse     | Italie      |
| 2009                                                             | Irlande (GC, TC)        | Angleterre      | France       | Galles     | Écosse     | Italie (CB) |
| 2010                                                             | France (GC)             | Irlande         | Angleterre   | Galles     | Écosse     | Italie      |
| 2011                                                             | Angleterre              | France          | Irlande      | Galles     | Écosse     | Italie      |
| 2012                                                             | Pays de Galles (GC, TC) | Angleterre      | Irlande      | France     | Italie     | Écosse (CB) |
| 2013                                                             | Pays de Galles          | Angleterre      | Écosse       | Italie     | Irlande    | France      |
| 2014                                                             | Irlande                 | Angleterre (TC) | Galles       | France     | Écosse     | Italie (CB) |
| Remplacement du premier trophée (de 1993) par un nouveau trophée |                         |                 |              |            |            |             |
| 2015                                                             | Irlande                 | Angleterre      | Galles       | France     | Italie     | Écosse (CB) |
| 2016                                                             | Angleterre (GC, TC)     | Galles          | Irlande      | Écosse     | France     | Italie (CB) |
| Institution des points de bonus                                  |                         |                 |              |            |            |             |
| 2017                                                             | Angleterre              | Irlande         | France       | Écosse     | Galles     | Italie (CB) |
| 2018                                                             | Irlande (GC, TC)        | Galles          | Écosse       | France     | Angleterre | Italie (CB) |
| 2019                                                             | Pays de Galles (GC, TC) | Angleterre      | Irlande      | France     | Écosse     | Italie (CB) |
| 2020                                                             | Angleterre (TC)         | France          | Irlande      | Écosse     | Galles     | Italie (CB) |
| 2021                                                             | Pays de Galles (TC)     | France          | Irlande      | Écosse     | Angleterre | Italie (CB) |
| 2022                                                             | France (GC)             | Irlande (TC)    | Angleterre   | Écosse     | Galles     | Italie      |
| 2023                                                             | Irlande (GC, TC)        | France          | Écosse       | Angleterre | Galles     | Italie (CB) |
| 2024                                                             | Irlande                 | France          | Angleterre   | Écosse     | Italie     | Galles (CB) |
| 2025                                                             | France                  | Angleterre      | Irlande (TC) | Écosse     | Italie     | Galles (CB) |

## Grands Chelems

### Liste des Grands Chelems
Les listes suivantes récapitulent les Grands Chelems obtenus par nation et donnent des liens vers des articles spécifiques :
1. Angleterre (13) : 1913, 1914, 1921, 1923, 1924, 1928, 1957, 1980, 1991, 1992, 1995, 2003 et 2016
2. Pays de Galles (12) : 1908[5], 1909[5], 1911, 1950, 1952, 1971, 1976, 1978, 2005, 2008, 2012 et 2019
3. France (10) : 1968, 1977, 1981, 1987, 1997, 1998, 2002, 2004, 2010 et 2022
4. Irlande (4) : 1948, 2009, 2018 et 2023
5. Écosse (3) : 1925, 1984 et 1990
6. Italie (0)

Depuis le passage à six nations :
1. Pays de Galles (4) : 2005, 2008, 2012 et 2019
2. France (4) : 2002, 2004, 2010 et 2022
3. Irlande (3) : 2009, 2018 et 2023
4. Angleterre (2) : 2003 et 2016
5. Écosse (0)
6. Italie (0)

### Successions des Grands Chelems
- Tournoi à Quatre (Îles britanniques) : aucun Grand Chelem par convention sauf pour le pays de Galles qui a pu rencontrer la France au cours des Tournois britanniques de 1908[5] et de 1909[5].

- Tournoi à Cinq (Îles britanniques et France) : pays de Galles (1911), Angleterre (1913, 1914, 1921, 1923 et 1924), Écosse (1925), Angleterre (1928).

- Tournoi à Quatre (Îles britanniques) après exclusion de la France : aucun Grand Chelem par définition.

- Tournoi à Cinq (Îles britanniques et France) : Irlande (1948), pays de Galles (1950 et 1952), Angleterre (1957), France (1968), pays de Galles (1971 et 1976), France (1977), pays de Galles (1978), Angleterre (1980), France (1981), Écosse (1984), France (1987), Écosse (1990), Angleterre (1991, 1992 et 1995), France (1997 et 1998).

- Tournoi à Six (Îles britanniques, France et Italie) : France (2002), Angleterre (2003), France (2004), pays de Galles (2005 et 2008), Irlande (2009), France (2010), pays de Galles (2012), Angleterre (2016), Irlande (2018), pays de Galles (2019), France (2022), Irlande (2023).

## Triples couronnes
L’expression Triple couronne (de l'anglais Triple Crown) est inventée en 1894 par un journaliste de l'Irish Times à propos de la victoire de l'Irlande sur le pays de Galles. L'Irlande ayant gagné ses trois matchs réalise pour la sixième fois ce qui sera dorénavant connu sous le nom de Triple couronne. 
Pour remporter une Triple couronne, il faut qu'une équipe parmi l'Angleterre, l'Écosse, l'Irlande et le pays de Galles gagne tous ses matchs contre les trois autres lors d'un même tournoi. Les nouvelles équipes ajoutées (la France puis l'Italie) n'entrent pas en compte dans les critères d'attribution. 

### Liste des Triples couronnes
1. Angleterre (26) : 1882-1883, 1884, 1892, 1913, 1914, 1921, 1923, 1924, 1928, 1934, 1937, 1954, 1957, 1960, 1980, 1991, 1992, 1995 à 1998, 2002, 2003, 2014, 2016 et 2020.
2. Pays de Galles (22) : 1893, 1900, 1902, 1905, 1908, 1909, 1911, 1950, 1952, 1965, 1969, 1971, 1976 à 1979, 1988, 2005, 2008, 2012, 2019 et 2021.
3. Irlande (14) : 1894, 1899, 1948, 1949, 1982, 1985, 2004, 2006, 2007, 2009, 2018, 2022, 2023, 2025
4. Écosse (10) : 1891, 1895, 1901, 1903, 1907, 1925, 1933, 1938, 1984, 1990.

## Nombre de participations et de victoires
Depuis 2021, l’Angleterre est première en tête du palmarès car elle possède une victoire non-partagée de plus que le pays de Galles.
Dernière mise à jour après le Tournoi 2025
| Nation         | Rang | Tournois disputés | Victoires | dont victoires non partagées | dont Grands Chelems |
| -------------- | ---- | ----------------- | --------- | ---------------------------- | ------------------- |
| Angleterre     | 1    | 129               | 39        | 29                           | 13                  |
| Pays de Galles | 2    | 131               | 39        | 28                           | 12                  |
| France         | 3    | 96                | 27        | 19                           | 10                  |
| Irlande        | 4    | 131               | 24        | 16                           | 4                   |
| Écosse         | 5    | 131               | 22        | 14                           | 3                   |
| Italie         | 6    | 26                | 0         | 0                            | 0                   |

Les taux de succès, pourcentages du nombre de succès rapporté au nombre de participations, sont ainsi :
| Nation         | Victoires | Victoires non partagées | Grands Chelems |
| -------------- | --------- | ----------------------- | -------------- |
| Angleterre     | 30,2%     | 22,5%                   | 10,1%          |
| Pays de Galles | 29,8%     | 21,4%                   | 9,2%           |
| France         | 28,1%     | 19,8%                   | 10,4%          |
| Irlande        | 18,3%     | 12,2%                   | 3,1%           |
| Écosse         | 16,8%     | 10,7%                   | 2,3%           |
| Italie         | 0%        | 0%                      | 0%             |